# Szczetinka (obwód kurski)
Szczetinka (ros. Щетинка) – wieś (ros. деревня, trb. dieriewnia) w zachodniej Rosji, centrum administracyjne sielsowietu szczetinskiego w rejonie kurskim (obwód kurski).

## Geografia
Miejscowość położona jest nad Tuskarem (prawy dopływ Sejmu), przy północnej granicy centrum administracyjnego rejonu (Kursk), 7 km od drogi magistralnej (federalnego znaczenia) M2 «Krym».
We wsi znajdują się ulice: Eniergietikow, Ługowaja, Osienniaja, Riecznaja i Rożdiestwienskaja (245 posesji).
Klimat
Miejscowość, jak i cały rejon, znajduje się w strefie klimatu kontynentalnego z łagodnym ciepłym latem i równomiernie rozłożonymi opadami rocznymi (Dfb w klasyfikacji klimatów Köppena).
|                            | Sty  | Lut  | Mar  | Kwi  | Maj  | Cze  | Lip  | Sie  | Wrz  | Paź  | Lis  | Gru  |
| -------------------------- | ---- | ---- | ---- | ---- | ---- | ---- | ---- | ---- | ---- | ---- | ---- | ---- |
| Najwyższe temperatury (°C) | -4,3 | -3,3 | 2,5  | 12,9 | 19,3 | 22,6 | 25,3 | 24,5 | 18,1 | 10,4 | 3,2  | -1,4 |
| Najniższe temperatury (°C) | -8,9 | -9   | -5,1 | 2,5  | 8,9  | 12,9 | 15,7 | 14,8 | 9,6  | 3,8  | -1,4 | -5,5 |
| Opady (mm)                 | 51   | 44   | 47   | 50   | 60   | 68   | 70   | 55   | 59   | 59   | 46   | 48   |
| Ilość dni z opadami        | 8    | 8    | 8    | 7    | 8    | 9    | 9    | 6    | 7    | 7    | 7    | 8    |

## Demografia
W 2010 r. wieś zamieszkiwały 592 osoby.